# Magyar Gyula (botanikus)
Magyar Gyula (Budapest, 1884. április 23. – Budapest, 1945. április 29.) botanikus, kertész, növénynemesítő, a második világháború előtti növénynemesítés kimagasló alakja.

## Élete
Apja Magyar György, József főherceg alcsúti birtokának kertészetében kezdte pályafutását. Magyar Gyula születésekor apja már főkertész volt, s ebben a beosztásban ő irányította a margitszigeti kertészet mellett az alcsúti üzemet is. A természeti szépségekben bővelkedő környezet mély nyomokat hagyott Magyar Gyula természetrajongó egyéniségének kialakulásában. 
1900-ban tizenhat éves korában beiratkozott a budapesti Magyar Királyi Kertészeti Tanintézetbe és ott három év múlva (1903-ban) oklevelet szerzett.
Első útja Belgiumba – Bruges-be vezetett. Innen Düsseldorfba ment egy orchideakiállítás megtekintésére. A szép kiállítás hatása irányította figyelmét az orchideák nagy kertészeti jelentőségére, s ez az érdeklődése egész életében megmaradt. 1905-1906-ban tovább járta Európa kertészetileg érdekes tájait. Tapasztalatairól a "Kertészeti útirajzok" címen küldött cikkeiben tájékoztatta az itthoni szakembereket. Főleg az arborétumokat és botanikus kerteket tanulmányozta nagy érdeklődéssel. Megismerkedett Fiume, Padova, La Mortola botanikus kertjeivel, tanulmányozta Ventimiglia kertészeti nevezetességeit. A francia Riviéra egy részét gyalog járta végig. Ezt követően egy évig (1907-ben) itthon dolgozott, majd újabb egyéves tanulmányútra ment. Ebben az időben Németországban – Berlin-Dahlmenben – töltött hosszabb időt. Később (1908-tól kezdve) csak rövidebb tanulmányutakon vett részt, élete végéig itthon dolgozott. 
Értékes munkásságának eredményei – több más kortársához hasonlóan – napjainkig nem váltak szélesebb körben ismertté. Nevét külföldön sokkal jobban ismerték, mint itthon. Ez bizonyára azzal is összefüggött, hogy hazánkat többször képviselte külföldi hivatalos tanácskozásokon és egyéb rendezvényeken.

## Pályafutása
Tanulmányait a Kertészeti Tanintézetben végezte 1900-1903 között. Külföldi tanulmányútja után a hazai gyümölcstermesztés és kertészeti nemesítés fellendítésén fáradozott. Új gyümölcsfajtákat, konyhakerti és dísznövényeket nemesített. 1924-től haláláig a Kertészeti Tanintézet előadója volt. Jelentős szakirodalmi munkásságot fejtett ki. Kezdetben főként új dísznövényfajtákat állított elő (1904-1929 között 50 dísznövény- és két gyümölcsfajta), 1930-tól zöldségféléket nemesített. Új nemesítései közt említhető a magyar lonc (Lonicera × tellmanniana), a kései bronzos Elberta és a Magyar arany duránci őszibarack, a Diósdi félpapírhéjú mandula, a Jász Kincse sárgadinnye, a Turul paradicsom. A dísznövények közül rózsákkal, évelőkkel, az növényházi kultúrák közül az orchidea-, billbergia-, bromélia-, ciklámen- és muskátlifajok nemesítésével foglalkozott.

## Főbb művei
- A rózsa termesztése (Budapest, 1925)
- Az árnyékos kert pázsitpótló növényei (Budapest, 1926)
- A rózsa ápolása (Budapest, 1930)
- Dió-, mandula-, mogyoró- és gesztenyetermesztés (Mohácsy Mátyással, Budapest, 1936)

## Emlékezete
- Nevét a X. kerületben az ország egyik leghíresebb kertészeti iskolája, a Magyar Gyula Kertészeti Szakképző Iskola viseli.[2]